# Kazunari Hosaka
Kazunari Hosaka (født 24. marts 1983) er en japansk fodboldspiller.
Han har spillet for flere forskellige klubber i sin karriere, herunder Ventforet Kofu og Fagiano Okayama.